# Beröring långt ifrån
Beröring långt ifrån (originaltitel: Touching From a Distance) är en självbiografisk bok från 1995 av Deborah Curtis, änka till sångaren Ian Curtis i postpunkbandet Joy Division. Boken kom i svensk översättning 2007.
Bokens förord skrevs av musikjournalisten Jon Savage. I boken finns bland annat alla Joy Divisions låttexter samt några bilder på Ian Curtis. Filmen Control som hade premiär 2007 är delvis baserad på dessa memoarer.